# Angane
 (août 2023).
Une Angane (ou Enguane, Eguane) est une créature fantastique des croyances du Trentin, dans le Tyrol italien. Selon les traditions, elle est plus ou moins proche de la femme sauvage, de la sorcière ou de la fée.